# Couepia elata
Couepia elata är en tvåhjärtbladig växtart som beskrevs av Adolpho Ducke. Couepia elata ingår i släktet Couepia och familjen Chrysobalanaceae. Inga underarter finns listade i Catalogue of Life.